# ماتیلد نورهولت
ماتیلد نورهولت (انگلیسی: Mathilde Norholt؛ زادهٔ ۲۳ مارس ۱۹۸۳) بازیگر اهل دانمارک است.
از فیلم‌ها یا برنامه‌های تلویزیونی که وی در آن نقش داشته‌است می‌توان به دلقک اشاره کرد.